# Camps-en-Amiénois
Camps-en-Amiénois é uma comuna francesa na região administrativa de Altos da França, no departamento de Somme. Estende-se por uma área de 4,54 km². Em 2010 a comuna tinha 190 habitantes (densidade: 41,9 hab./km²).